# Ottana
Ottana (sardinski: Otzàna) je grad i općina (comune) u pokrajini Nuoru u regiji Sardiniji, Italija. Nalazi se na nadmorskoj visini od 185 metara i ima 2 307 stanovnika.
 Prostire se na 45,07 km². Gustoća naseljenosti je 51 st/km².
Susjedne općine su: Bolotana, Noragugume, Olzai, Orani, Sarule i Sedilo.